# Пауль Китайбель
Пауль Китайбель (угор. Kitaibel Pál; 3 лютого 1757, Маттерсбург — 13 грудня 1817, Будапешт) — угорський хімік та ботанік.

## Біографія
Пауль Китайбель народився у Маттерсбузі, вивчав ботаніку та хімію в університеті Буди. У 1794 році він став професором та викладав ці предмети у Пешті.
Як хімік, Китайбель був одним із першовідкривачів хімічного елементу телуру, виділивши його в 1786 році з мінералу верліт, але згодом визнав першість хіміку Францу Йозефу Мюллеру, який відкрив його у 1782 році.
Головні наукові інтереси Китайбеля були пов'язані з угорською природою: він об'їздив всю Угорщину, збираючи зразки рослинності та мінералів (колекція Кітайбеля лягла в основу колекції Угорського національного музею). Підсумком цих мандрів став випущений Кітайбелем разом із графом Францом Вальдштейном фундаментальну та чудово ілюстровану тритомну працю «Описи та малюнки рідкісних рослин Угорщини» (лат. «Descriptiones et icones plantarum rariarum Hungariae», Відень, 1803—1812); власне, томів мало бути чотири, але завершальна фаза Наполеонівських воєн зробила продовження видання неможливим). У цій роботі він зробив перший опис Nymphaea lotus f. thermalis.
Помер Пауль Китайбель 13 грудня 1817 року у Пешті.
У 1992 році випущено поштову марку Австрії із зображенням Пауля Китайбеля (до 175-ї річниці з дня його смерті).

## Почесті
На честь Китайбеля названо Китайбелія (Kitaibela) — рідкісний, ендемічний для Південно-Східної Європи рід багаторічних рослин родини мальвових (один з видів — Kitaibela balansae Boiss.)
Види рослин і тварин, названі на честь П. Китайбеля:
- Cardamine kitaibelii
- Kitaibela vitifolia
- Knautia kitaibelii
- Aquilegia kitaibelii
- Ablepharus kitaibelii